# Bernardino Verro
Bernardino Verro (Corleone, 3 luglio 1866 – Corleone, 3 novembre 1915) è stato un sindacalista e politico italiano.
Fu il primo sindaco socialista di Corleone che venne assassinato dalla mafia, per la sua attività volta ad un'equa ridistribuzione del latifondo.

## Biografia

### I Fasci Siciliani
L'8 settembre del 1892 Verro partecipò alla fondazione di un gruppo dei Fasci Siciliani a Corleone ed all'età di 26 anni ne divenne il presidente. Durante un'intervista rilasciata al giornalista Adolfo Rossi per "La Tribuna" di Roma dell'autunno 1893, Verro dichiarò con orgoglio che
L'influenza di Verro non si limitò alla sola città di Corleone. Il sindacalista fu infatti coinvolto nella creazione di Fasci nelle città limitrofe a Corleone e si pose come mediatore nei conflitti che sorsero da quel momento. Viaggiando con un mulo, Verro diffondeva le idee dei Fasci anche nelle città vicine.
Durante il primo Congresso Regionale di Palermo del 21 e 22 maggio 1893, Verro fu eletto membro del nuovo Comitato Centrale. Il 30 luglio del 1893 ospitò nella sua città natale il congresso provinciale dei Fasci nel corso del quale si redassero i modelli di contratto agrario per i lavoratori, i mezzadri e gli inquilini, che furono poi presentati ai proprietari terrieri della Sicilia. Quando alcuni di essi rifiutarono di trattare, scoppiarono scioperi contro i proprietari terrieri e contro le tasse statali in gran parte della Sicilia occidentale. I "Patti di Corleone" sono considerati dagli storici il primo modello di contratto collettivo nell'Italia capitalista.

### Coinvolgimento con la mafia
Nell'estate del 1893, Corleone divenne un centro strategico del movimento contadino e l'epicentro di un'ondata di scioperi, grazie al carisma di Verro, ma anche alle sue scelte caparbie, tra cui un'alleanza strategica con un clan mafioso di Corleone e un'alleanza con alcuni importanti esponenti della mafia nelle città limitrofe, tra cui i più degni di nota furono Vito Cascioferro e Nunzio Giaimo a Bisacquino. I mafiosi a volte furono usati per far rispettare i picchetti volanti con minacce di violenza e per rendere più costosi gli scioperi per i proprietari, arrivando anche a danneggiarne le proprietà.
Per dare forza agli scioperi, e per proteggere se stesso, Verro divenne un membro della cosca di Corleone, i Fratuzzi (i Piccoli Fratelli). In un libro di memorie scritto molti anni più tardi, descrisse il rituale di iniziazione a cui fu sottoposto nella primavera del 1893:
Ma ben presto si rese conto dell'impossibilità di conciliare gli interessi del movimento contadino con quelli dei gabellati mafiosi. Già durante il grande sciopero del settembre 1893, i Fratuzzi si mobilitarono per boicottarlo, fornendo agli agrari la manodopera necessaria per la coltivazione delle terre che i contadini si rifiutavano di coltivare. Da allora Verro se ne allontanò e - come testimoniato dagli stessi organi di polizia - divenne il loro più acerrimo nemico. Non a caso, in un pubblico comizio tenuto la sera del 31 ottobre 1910 in piazza Nascè, Verro attaccò violentemente la mafia, il sindaco Vinci e i suoi assessori, accusandoli di aver lasciato Corleone nelle mani dei mafiosi, e di aver trasformato la città nel più disgraziato dei comuni della Sicilia.

### Arresti e condanne
Verro fu arrestato il 16 gennaio 1894, dopo che il Presidente del Consiglio Francesco Crispi aveva ordinato la repressione del movimento dei Fasci. Insieme ad altri due leader dei Fasci, Rosario Garibaldi Bosco e Nicola Barbato, tentò di salire a bordo del piroscafo Bagnara che era in procinto di partire per Tunisi, ma non vi riuscì. Il 30 maggio dello stesso anno i leader del movimento furono condannati. Giuseppe de Felice Giuffrida fu condannato a 18 anni di carcere, Bosco, Barbato e Verro a 12 anni.
Verro fu anche condannato da un tribunale militare a 16 anni di reclusione ed al pagamento di un'ammenda da 500 lire, oltre che a tre anni sotto sorveglianza speciale, per il suo presunto coinvolgimento nel massacro di Lercara Friddi, avvenuto il giorno della vigilia di Natale del 1893, nonostante che egli non fosse presente quando scoppiarono le violenze e che in realtà avesse cercato di calmare la situazione nei giorni precedenti. Dopo due anni di detenzione, nel mese di marzo del 1896 fu rilasciato a seguito di una grazia concessa a seguito del riconoscimento dell'eccessiva brutalità della repressione.
Nel giugno 1896, appena rilasciato, formò una cooperativa di consumatori facente parte de La Terra, una federazione di agricoltori che riuniva sotto la sua autorità tutti gli agricoltori della zona di Corleone. Tuttavia, nel settembre dello stesso anno la federazione fu sciolta per ordine del prefetto, perché fu considerata un modo occulto per rilanciare i Fasci. Verro fu condannato a sei mesi di reclusione ed a una multa di 100.000 lire per associazione illegale. Convinto che in Sicilia vi fosse poco spazio per l'azione politica, decise di emigrare negli Stati Uniti per propagare il socialismo all'estero. Rimase negli USA solamente per due anni e nella primavera del 1898 tornò in Sicilia, dove scontò i sei mesi di carcere ai quali era stato condannato.

### Le cooperative e gli scioperi agrari
Una volta rilasciato, nel gennaio del 1899 Verro fondò a Corleone una cooperativa di consumo che coinvolse circa 800 capifamiglia. Fu un successo enorme, perché con lo strumento della cooperativa tante famiglie povere di Corleone poterono comprare i generi di prima necessità ad un prezzo nettamente inferiore a quello praticato dai commercianti. Nel 1899 fondò anche la Fratellanza agricola Zuccarrone per gestire direttamente i 485 lotti contadini della tenuta Zuccarrone. L'idea alla base di questa azione era quella di rimpiazzare il vecchio modello di un singolo proprietario (il cosiddetto gabellotto, spesso un boss della mafia) con un "gabellotto collettivo", espressione diretta dei contadini, che lui pensava di trasformare in una cooperativa di lavoro. A tal proposito, dodici anni più tardi, Verro pronunciò tali parole ad un giudice istruttorio, per spiegare il tentato omicidio ai suoi danni del 6 novembre 1910.
Questi sforzi accelerarono quando, nell'autunno del 1901, i contadini siciliani - seguendo l'esempio di numerosi scioperi agrari che stavano interessando tutta l'Italia - innescarono un'onda di agitazione contadina. I contadini siciliani erano consapevoli del fatto che in tal modo avevano ripreso "la marcia bruscamente interrotta nel 1894 dalla repressione dei Fasci." Proprio come il movimento dei Fasci, uno dei principali obiettivi degli scioperi del 1901 era di minare il potere economico dei gabellotti. Nel 1901 l'associazione ottenne il contratto di affitto della tenuta Zuccarrone per un anno e nel 1902 ebbe un lungo contratto di enfiteusi.
Nel 1903, ancora una volta di fronte alla minaccia della reclusione in carcere per motivi politici, Verro lasciò la Sicilia per trasferirsi a Marsiglia. Un anno dopo si spostò a Tunisi, dove esisteva una comunità siciliana. Lì, iniziò a scrivere Il Socialista, organo della Federazione dei lavoratori socialisti siciliani. Nel 1906 Verro ritornò finalmente in Sicilia.
Verrò continuò ad organizzare i contadini ed a promuovere il sistema di "affittanza collettiva" con gli altri leader agrari come Lorenzo Panepinto da Santo Stefano Quisquina e Nicola Alongi da Prizzi, che sottraevano terre ai gabellotti, mediatori di potere locali che affittavano - e di fatto erano proprietari di grandi tenute agrarie - da proprietari assenti, che poi sottoaffitavano ai contadini a tassi eccessivi o illegali. I gabellotti spesso si organizzavano in fratellanze di stampo mafioso, come i Fratuzzi. Le cooperative non erano solo mezzi per l'organizzazione politica, ma anche per la modernizzazione dell'agricoltura, dando ai contadini i mezzi per apprendere le moderne tecniche di coltivazione ed incentivando la trasformazione dei prodotti agricoli e del bestiame.
La federazione "La Terra", la cooperativa di consumo e la "Fratellanza agricola Zuccarrone" furono le prove generali per la nascita della cooperativa "Unione Agricola", fondata da Bernardino Verro e dai contadini di Corleone il 2 giugno 1906. Fu questo lo strumento con cui il leader socialista pensò di dare risposte concrete al bisogno dei contadini poveri di affrancarsi dalla schiavitù feudale. L'Unione agricola riuscì ad avvalersi della nuova legislazione agraria varata dal Primo Ministro Sidney Sonnino (la legge n. 100 del 1906) e riuscì così a consolidare ed estendere la stagione delle "affittanze collettive". In rapida successione, la cooperativa ottenne l’affitto degli ex feudi «Cerasa», «Drago», «Piano di Galera», «Piano di Scala», «Rubina» e «Sant’Elena», metà di «Torrazza», «Pirrello» e «Malvello». Complessivamente, nel 1910 la cooperativa arrivò a gestire circa 2.500 ettari di terra, divisi in 1.289 quote.

### Sindaco di Corleone
I rapporti tra Verro, i proprietari terrieri e i suoi ex alleati mafiosi divennero sempre più tesi. Nel 1910 Verro indisse uno sciopero delle tasse contro il sindaco corrotto di Corleone e denunciò i suoi legami con la mafia e i cattolici. La mafia iniziò quindi a passare all'azione, dato che non solo l'operato di Verro ne aveva leso gli interessi economici con la cooperativa agricola e le affittanze collettive, ma anche perché lo considerava un "traditore", dato che l'uomo si era ufficialmente affiliato ai Fratuzzi anni prima. La sera del 6 novembre del 1910, il giorno delle elezioni municipali, Verro sopravvisse ad un primo attentato compiuto nei suoi confronti. Quella sera, come di consueto, Verro si trovava nei locali della farmacia Palazzo, in via San Domenico, dove conversava di nuove tecniche agrarie. All'improvviso, due colpi di lupara furono sparati contro di lui, fortunatamente andando a colpire solamente il suo cappello ed il polso sinistro. Verro capì immediatamente che i mandanti del tentato omicidio erano i mafiosi della città. Inoltre la paura per la sua incolumità aumentò quando il suo compagno Panepinto fu ucciso dalla mafia nel maggio del 1911.
Fallito l'attentato, i suoi avversari tentarono di infiltrarsi nella cooperativa "Unione agricola" per far fuori Verro con l'arma della calunnia. Il cassiere della cooperativa, Angelo Palazzo, aveva falsificato delle cambiali, truffando il Banco di Sicilia. Datosi alla latitanza, ebbe degli abboccamenti col pretore di Corleone, al quale confidò che il vero autore delle cambiali false era stato Verro. In base a queste dichiarazioni, il dirigente contadino venne arrestato in maniera plateale il 21 settembre 1912 a Roma, dove stava partecipando al congresso delle cooperative. L'arresto segnò il periodo più difficile e doloroso della vita di Verro, che rimase in prigione per dieci mesi.
Dopo l'introduzione del suffragio universale maschile nel 1912, Verro si candidò alle elezioni comunali del giugno 1914 come candidato socialista. Verro ottenne un grande successo: fu eletto sindaco e il Partito socialista ottenne 24 seggi sui 30 del consiglio comunale. Divenne quindi il primo sindaco socialista di Corleone: per la mafia e per gli agrari questo era troppo e qualche mese dopo verrà ucciso.

### L'omicidio
Nel primo pomeriggio del 3 novembre 1915, Verro, uscito dal municipio, si stava dirigendo verso casa salendo da via Tribuna, dove lo attendevano la compagna, Maria Rosa Angelastri, e la figlioletta di appena un anno, Giuseppina Pace Umana. Aveva appena mandato via i due vigili urbani che lo scortavano, quando due sicari lo raggiunsero e lo colpirono con undici colpi di rivoltella, di cui quattro sparatigli a bruciapelo al capo, che lo uccisero. Il processo per il suo assassinio si concluse - incredibilmente - con la richiesta del pubblico ministero, il commendatore Wancolle, di assolvere tutti gli imputati per non aver commesso il fatto, che il tribunale immediatamente accolse. Gli esecutori materiali del delitto non furono mai riconosciuti.

## La tumulazione e la traslazione non segnalata
Bernardino Verro venne tumulato in un loculo di colombario del cimitero di Corleone, e il 23 marzo 1959 venne traslato a cura della figlia nella tomba di famiglia del cimitero di Santa Maria dei Rotoli a Palermo, ma, si pensa volutamente, ciò non venne segnalato nei registri cimiteriali corleonesi, né le sue generalità e la sua fotografia furono rimosse dalla lapide.
Ignorando tutto questo, nel 2012 il Comune di Corleone decise di restaurare nel proprio cimitero due antiche cappelle gentilizie contigue in disuso e di donarle alla CGIL, una destinata ad accogliere Verro, l'altra destinata ad accogliere i resti di Placido Rizzotto, da poco ritrovati. Pronte le cappelle, il 2 novembre 2012, alla vigilia della traslazione ufficiale (nell'anniversario della morte), si ebbe la certezza non solo che Verro non riposava più a Corleone, ma anche che ignoti avevano tumulato nel medesimo suo loculo due cadaveri di uomini probabilmente legati alla mafia, di cui uno con un foro nel teschio che si è pensato potesse appartenere a Calogero Bagarella,morto nella strage di viale Lazio e il cui corpo non fu mai ritrovato.